# Leucania secta
Leucania secta là một loài bướm đêm trong họ Noctuidae.